# Parierstange

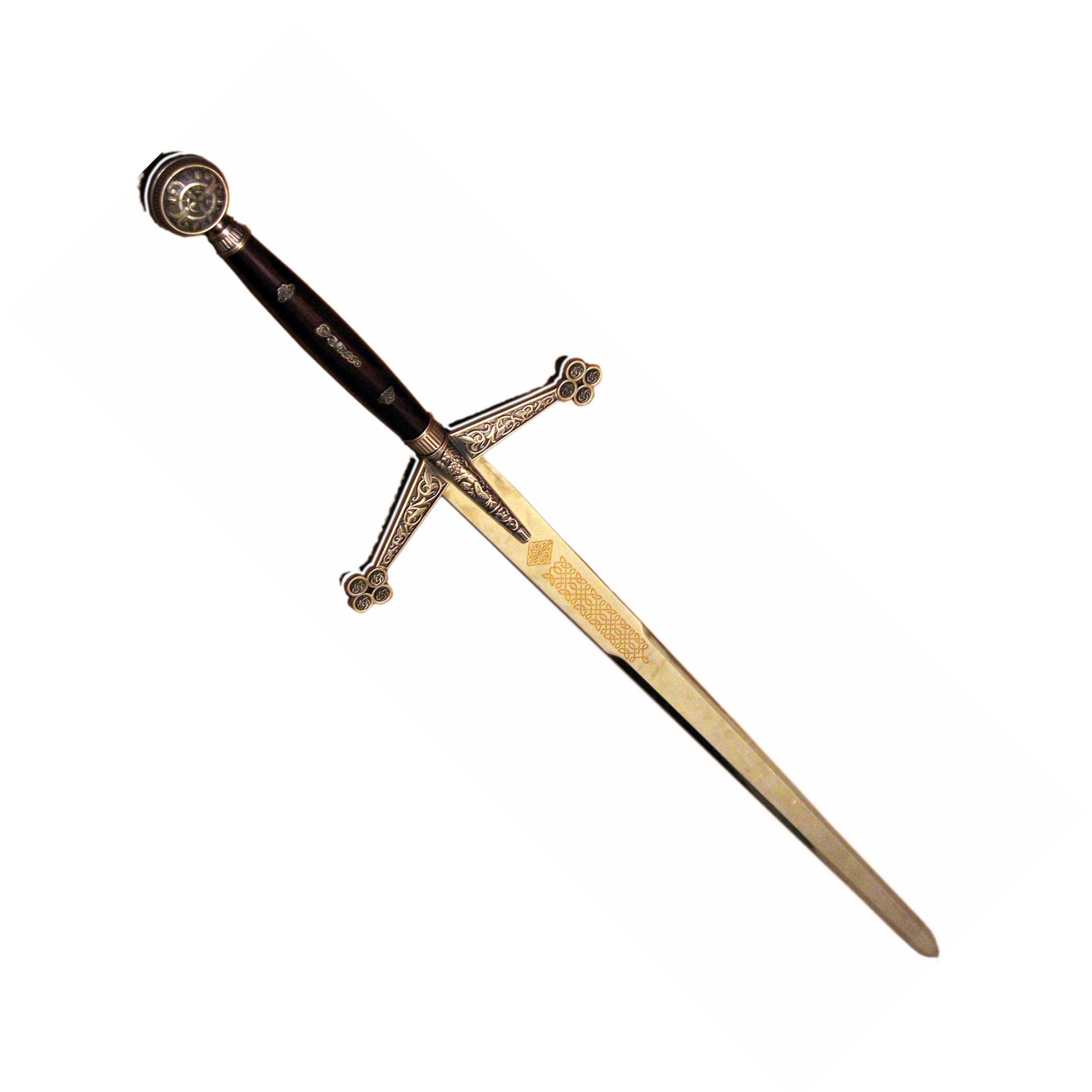
Ein Claymore (Nachbildung) mit nach vorn schräg angebrachten Parierstangen, zwischen Fehlschärfe und Heft.

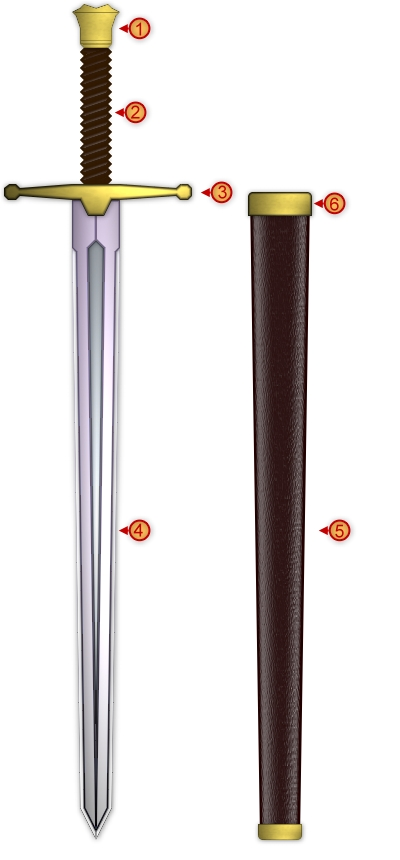
Schematischer Aufbau eines Schwertes: Die Parierstange ist mit der Nummer 3 gekennzeichnet.

Die Parierstange ist das Querstück zwischen Grifffuß und Klinge eines Schwertes oder Messers. Zweck der Parierstange ist der Schutz der eigenen Hand vor der gegnerischen Schwert- oder Messerklinge, welche bei Aufeinandertreffen der Klingen im Kampf absichtlich oder unabsichtlich am Schwert oder Messer herabgleiten und die Hand treffen kann. Die Parierstange verhindert auch, dass die Hände des Schwertträgers bei einem Schlag auf einen Schild gequetscht bzw. nach vorne rutschen und an der Klinge verletzt werden.
Die Parierstange stellt die einfachste Form des Handschutzes an einem Schwert dar. Mit der Weiterentwicklung der Schwerter zu leichteren und schnelleren Duellwaffen (Degen, Rapier) und der immer leichter werdenden Rüstungen nahm der Schutz der Hand einen höheren Stellenwert in der Verteidigung ein. Dazu wurden Stichblätter oder Körbe verwendet.
Die gegnerische Waffe kann auch zwischen Klinge und Parierstange eingeklemmt werden.
Des Weiteren kann die Parierstange für einen so genannten Mordschlag benutzt werden, wobei der (behandschuhte) Kämpfer sein Schwert mit beiden Händen an der Klinge packt, um dem Gegner die Parierstange auf den Schädel zu schlagen, vergleichbar einem Axthieb. Hinter dem Mordschlag steckt große Wucht, da der Schwerpunkt eines Schwertes in der Regel nahe am Griff liegt, um damit besser fechten zu können.

## Formen
„Aufgebogen“ oder „aufwärts gebogen“ bezeichnet die Biegung einer Parierstange sowie deren Enden oder eines Stichblattes weg von der Schwertspitze. Diese Parierstangenform diente dazu, die Hand gegen eine abrutschende Klinge zu sichern. Die Bezeichnung bei einer in die Gegenrichtung, also auf die Schwertspitze zu, umgebogenen Parierstange ist „abgebogen“.
Die Parierstangen konnten auch mit Löchern für die Finger ausgestattet werden, um einen festeren Griff der Waffe zu ermöglichen.